# Dessus-de-porte

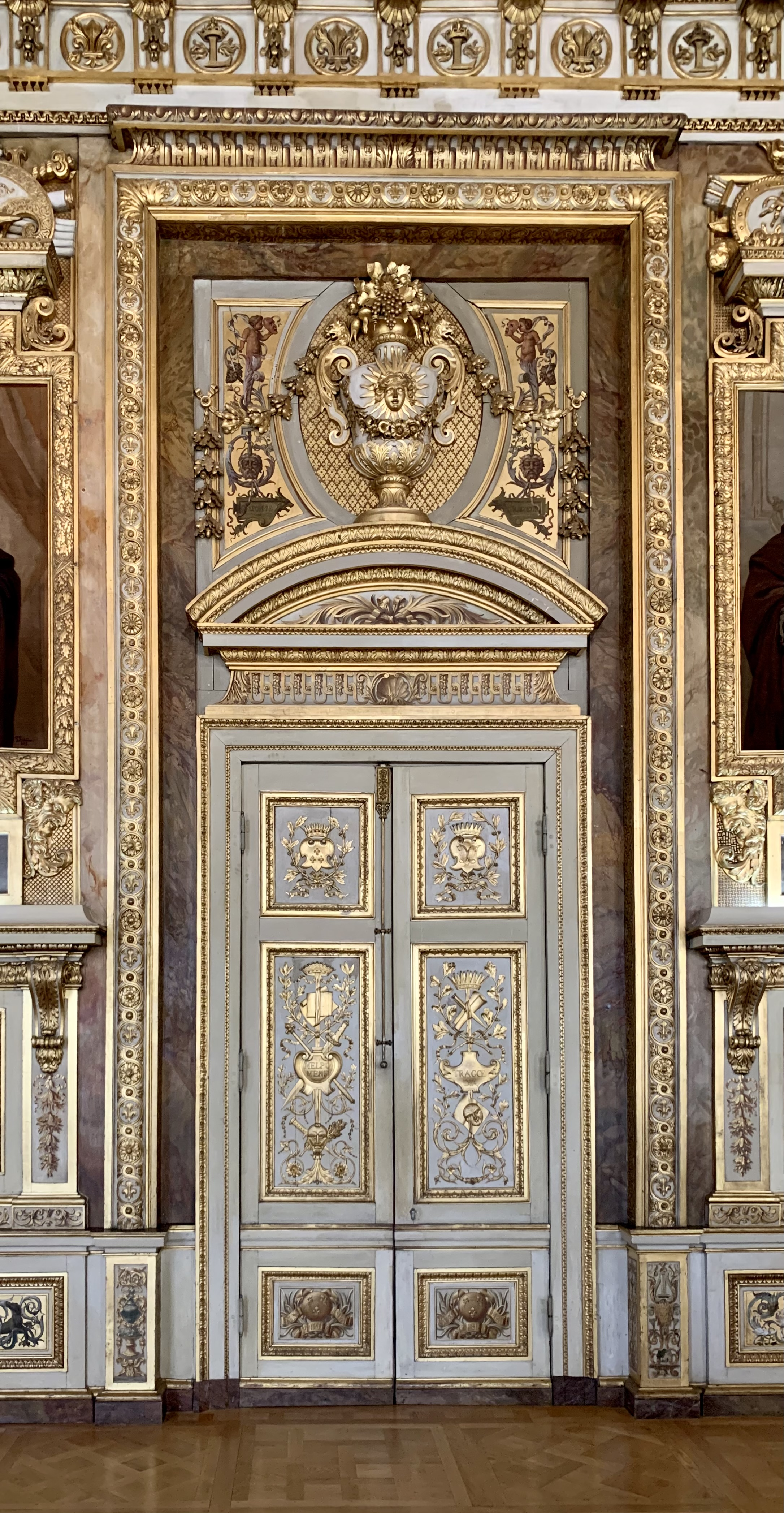
Dessus-de-porte en boiserie dans la Galerie d'Apollon du palais du Louvre à Paris.

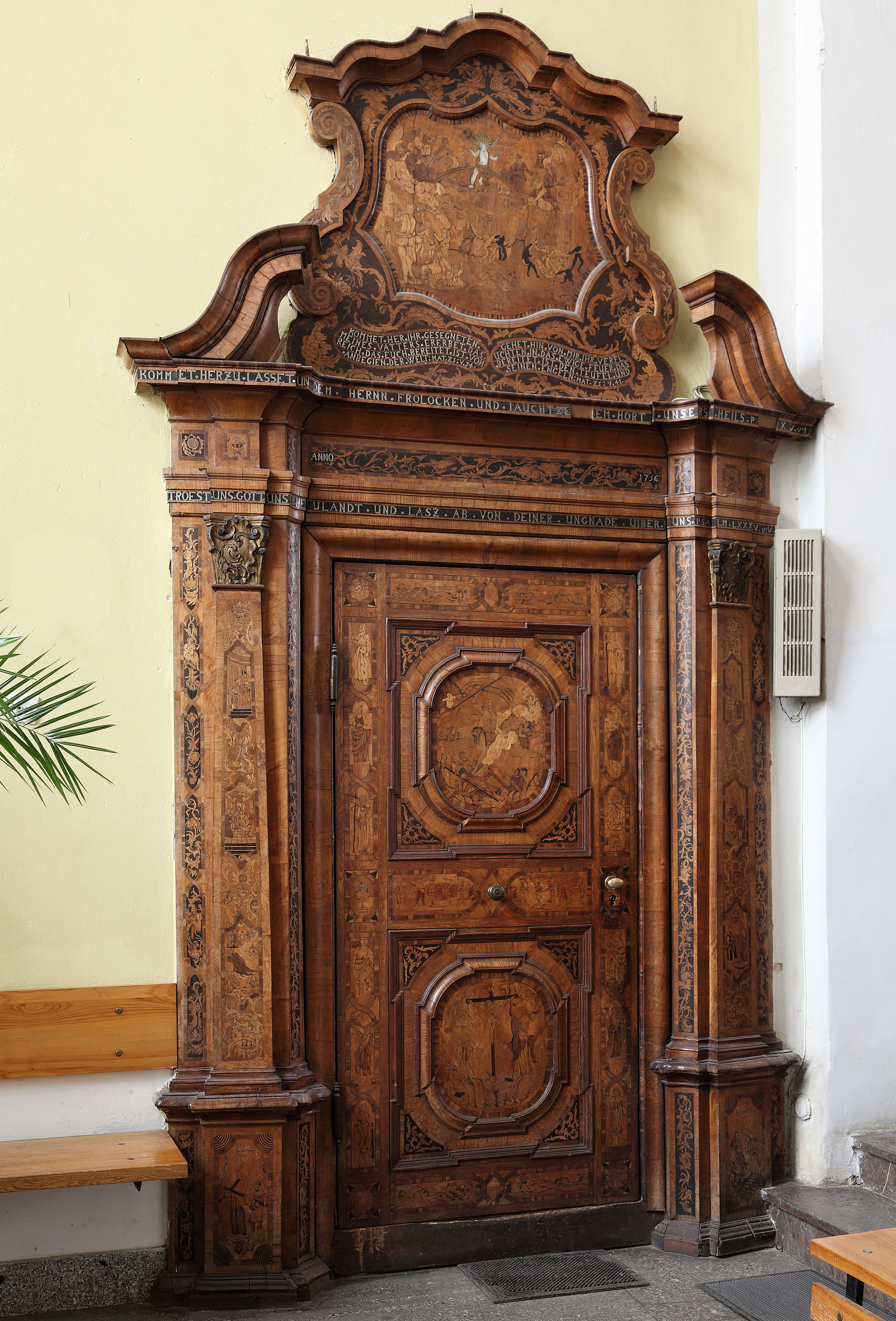
Dessus-de-porte sculpté et incrusté de style baroque à Toruń, en Pologne.

Le dessus-de-porte (sopraporta en italien) est une peinture, un bas-relief ou un panneau décoratif, généralement de format horizontal, placé au-dessus d'une porte, en général entouré de moulures, ou qui a été conçu dans ce but.
Le dessus-de-porte est habituellement un élément architectural, mais il peut prendre la forme d'un cartouche dans les décors Rococo, ou se réduire à une console moulurée destinée à placer un vase, un buste ou une curiosité.
Depuis la fin du XVIe siècle et les peintures de dessus-de-porte d'Annibal Carrache au Palazzo Sampieri (en) de Bologne, le dessus-de-porte est devenu un genre mineur. Les trompe-l'œil de bas-reliefs ou de vases de fleurs, dans lesquels s'est spécialisé Jean-Baptiste Monnoyer, étaient rehaussés par la quadratura, où la lumière est souvent peinte pour reproduire l'effet de la lumière naturelle entrant dans les pièces par les fenêtres. Les dessus-de-porte de fleurs, sujets allégoriques et paysages ont été en vogue jusqu'à la fin du XVIIIe siècle. Des artistes animaliers français, flamands et néerlandais comme Jean-Baptiste Oudry et Jan Weenix étaient souvent chargés de peindre des séries de dessus-de-porte illustrés de chiens et de gibier vivant ou mort, pour les maisons de campagne ou les pavillons de chasse.
Le mot dessus-de-porte est employé en français dans la langue russe (Десюдепорт).